# Grand Prix de Fourmies 1985
Il Grand Prix de Fourmies 1985, cinquantatreesima edizione della corsa, si svolse l'8 settembre 1985. Fu vinto dall'olandese Jean Habets della Skil-SEM-KAS-Miko davanti al suo connazionale Leo van Vliet e al francese Gilbert Duclos-Lassalle.

## Ordine d'arrivo (Top 10)
| Pos. | Corridore               | Squadra                     | Tempo |
| ---- | ----------------------- | --------------------------- | ----- |
| 1    | Jean Habets             | Skil-SEM-KAS-Miko           |       |
| 2    | Leo van Vliet           | Kwantum Hallen-Decosol-Yoko |       |
| 3    | Gilbert Duclos-Lassalle | Peugeot-Shell-Michelin      |       |
| 4    | Herman Frison           | Safir-Van de Ven            |       |
| 5    | Thierry Barrault        | La Redoute                  |       |
| 6    | Ronny Van Holen         | Safir-Van de Ven            |       |
| 7    | Luc Desmet              | TeVe Blad-Perlav            |       |
| 8    | Patrick Onnockx         | Lotto-Eddy Merckx           |       |
| 9    | Dirk De Wolf            | Hitachi-Splendor-Sunair     |       |
| 10   | Jacques Hanegraaf       | Kwantum Hallen-Decosol-Yoko |       |